# Степурино (Старицький район)
Степурино (рос. Степурино) — присілок в Старицькому районі Тверської області Російської Федерації.
Населення становить 477 осіб. Входить до складу муніципального утворення Степуринське сільське поселення.

## Історія
Від 2005 року входить до складу муніципального утворення Степуринське сільське поселення. Раніше населений пункт належав до Степуринського сільського округу.

## Населення
| 1859 | 1888 | 1897 | 1920 | 1997 | 2002 | 2010 |
| ---- | ---- | ---- | ---- | ---- | ---- | ---- |
| 402  | ↗518 | ↗541 | ↗712 | ↘526 | ↘472 | ↗477 |